# إيفيلين إيتون
إيفيلين إيتون (بالإنجليزية: Evelyn Eaton)‏ (22 ديسمبر 1902، مونترو في سويسرا - 17 يوليو 1983)؛ كاتِبة، شاعرة وروائية أمريكية. درست في جامعة باريس.